# I Festival olimpico invernale della gioventù europea
Il I Festival olimpico invernale della gioventù europea si è svolto nel 1993 ad Aosta, in Italia, dal 7 al 10 febbraio.

## Discipline sportive
La prima edizione del Festival comprendeva 5 sport per 17 eventi.
- Biathlon (dettagli)
- Pattinaggio di figura (dettagli)
- Sci alpino (dettagli)
- Sci di fondo (dettagli)
- Short track (dettagli)

## Podi

### Biathlon
| Evento          |                       |               |                |
| --------------- | --------------------- | ------------- | -------------- |
| 7,5 km maschile | Paolo Longo           | Glenn Olsson  | Wojciech Kozub |
| 5 km femminile  | Manuela Ronner Miller | Alessia Danne | Biborka Xantus |

### Pattinaggio di figura
| Evento                          |                                           |                                            |                                       |
| ------------------------------- | ----------------------------------------- | ------------------------------------------ | ------------------------------------- |
| Pattinaggio di figura maschile  | Iliya Kulik                               | Thierry Cerez                              | Markus Leminen                        |
| Pattinaggio di figura femminile | Irina Sluckaja                            | Yelena Lyashenko                           | Kateřina Beránková                    |
| Danza su ghiaccio               | Polonia Sebastian Kolasiński Sylwia Nowak | Russia Sergei Sakhnovski Ekaterina Svirina | Francia Alexis Gayet Agnes Jacquemard |

### Sci alpino
| Evento                   |                    |                      |                  |
| ------------------------ | ------------------ | -------------------- | ---------------- |
| Slalom gigante maschile  | Gui-Philippe Benny | Marc Kühni           | Patrik Cogoli    |
| Slalom gigante femminile | Raquel Rienda      | Anna Ottoson         | Gro Kvinlog      |
| Slalom maschile          | Drago Grubelnik    | Omar Gandelli        | Romain Valla     |
| Slalom femminile         | Marlise Oester     | Cecilie Hagen Larsen | Catherine Borghi |

### Sci di fondo
| Evento                           |                  |                  |                   |
| -------------------------------- | ---------------- | ---------------- | ----------------- |
| 7,5 km tecnica classica maschile | Ivan Kovalëv     | Sergey Skvortsov | Martin Bajčičák   |
| 5 km tecnica classica femminile  | Elina Pienimäki  | Julija Čepalova  | Kristina Šmigun   |
| 7,5 km tecnica libera maschile   | Sergey Skvortsov | Ivan Kovalëv     | Fabio Santus      |
| 5 km tecnica libera femminile    | Julija Čepalova  | Kristina Šmigun  | Kateřina Hanušová |

### Short track
| Evento                     |                                                            |                                                         |                                                     |
| -------------------------- | ---------------------------------------------------------- | ------------------------------------------------------- | --------------------------------------------------- |
| 1000 m maschile            | Stijn Turcksin                                             | Voler Glebov                                            | Fabio Carta                                         |
| 500 m femminile            | Petra Vincze                                               | Eugenia Radanova                                        | Anna Krasteva                                       |
| Staffetta 3000 m maschile  | Italia N. Franceschina M. Antoniovi F. Carta S. Donagrandi | Belgio J. Brys S. Turcksin J. Van Daele S. Adriaenssens | Gran Bretagna A. Swain M. Rowe C. Perlina F. Wright |
| Staffetta 1000 m femminile | Italia S. Magatelli N. Caddeo L. Vecellio S. Di Marco      | Ucraina I. Kalita A. Chestkova Y. Cembal S. Arutyunyan  | N/A                                                 |

## Medagliere
Paese ospitante
| Pos.   | Paese         |    |    |    |    |
| ------ | ------------- | -- | -- | -- | -- |
| 1      | Russia        | 5  | 5  | 0  | 10 |
| 2      | Italia        | 4  | 2  | 3  | 9  |
| 3      | Svizzera      | 2  | 1  | 1  | 4  |
| 4      | Belgio        | 1  | 1  | 0  | 2  |
| 5      | Finlandia     | 1  | 0  | 1  | 2  |
| 5      | Polonia       | 1  | 0  | 1  | 2  |
| 7      | Slovenia      | 1  | 0  | 0  | 1  |
| 7      | Spagna        | 1  | 0  | 0  | 1  |
| 7      | Ungheria      | 1  | 0  | 0  | 1  |
| 10     | Svezia        | 0  | 2  | 0  | 2  |
| 10     | Ucraina       | 0  | 2  | 0  | 2  |
| 12     | Francia       | 0  | 1  | 2  | 3  |
| 13     | Bulgaria      | 0  | 1  | 1  | 2  |
| 13     | Estonia       | 0  | 1  | 1  | 2  |
| 13     | Norvegia      | 0  | 1  | 1  | 2  |
| 16     | Rep. Ceca     | 0  | 0  | 2  | 2  |
| 17     | Gran Bretagna | 0  | 0  | 1  | 1  |
| 17     | Romania       | 0  | 0  | 1  | 1  |
| 17     | Slovacchia    | 0  | 0  | 1  | 1  |
| Totale | Totale        | 17 | 17 | 16 | 50 |